# Meteoridea testacea
Meteoridea testacea är en stekelart som först beskrevs av Granger 1949.  Meteoridea testacea ingår i släktet Meteoridea och familjen bracksteklar. Inga underarter finns listade i Catalogue of Life.